# Jishiyu songjiang
Jishiyu songjiang – gatunek pająka z rodziny lejkowcowatych, jedyny z monotypowego rodzaju Jishiyu.
Rodzaj i gatunek typowy opisane zostały po raz pierwszy w 2023 roku przez Lin Yejie i Li Shuqianga na łamach Zoological Systematics. Opisu dokonano na podstawie pojedynczego samca odłowionego w 2018 roku na górze Jizu w Binchuang w chińskim Dali. Nazwa rodzajowa, jak i epitet gatunkowy pochodzą od postaci wyrzutków z XIV-wiecznej powieści chińskiej Opowieści znad brzegów rzek.
Pająk osiągający 7 mm długości ciała przy karapaksie długości 3,5 mm i szerokości 2,6 mm oraz opistosomie (odwłoku) długości 3,5 mm i szerokości 2,3 mm. Ubarwienie karapaksu jest brązowe, wpadające w czerń. Czarne, czarno oszczecinione szczękoczułki mają po cztery zęby na krawędziach przednich i tylnych. Warga dolna i szczęki są brązowe do czarnych. Barwa sternum jest brązowa. Kolejność par odnóży od najdłuższej do najkrótszej to: IV, I, II, III. Pierwsza ich para cechuje się rozszerzonymi nasadami ud. Kolorystyka odnóży jest rudobrązowa z czarnymi szczecinkami. Owalnego kształtu opistosoma ma ubarwienie czarne, na grzbiecie z białym nakrapianiem, na spodzie z białym wzorem. Zaopatrzona jest w szeroki stożeczek. Krótkie kądziołki przędne są białe; jest ich sześć.  Nogogłaszczki samca mają pozbawione apofiz udo i rzepkę, gruszkowate cymbium, goleń o trójkątnej apofizie prolateralnej i tęgiej, rozwidlonej apofizie retrolateralnej, tegulum z dłuższą niż szeroką apofizą tegularną, podzielony na dwie części konduktor oraz szeroki, pasmowaty, biorący początek na godzinie 8:30, u szczytu silnie zakrzywiony i tak szeroki jak u podstawy embolus z rowkiem przez całą długość.
Gatunek występujący endemicznie w Chinach, znany tylko z lokalizacji typowej w Junnanie.